# Kritaturus sornus
Kritaturus sornus är en kvalsterart som beskrevs av Cook 1983. Kritaturus sornus ingår i släktet Kritaturus och familjen Aturidae. Inga underarter finns listade i Catalogue of Life.